# Ifugao
Ifugao (ifugao: Ipugo o Ipugaw) es una provincia de Filipinas cuya capital es Lagaue. Pertenece a la región de La Cordillera. Limita al norte con La Montaña, al sur con Nueva Vizcaya, al este Isabela y al oeste con Benguet.

## Divisiones administrativas
Políticamente se divide en 11 municipios que agrupan sus 175 barangays.
Consta de único distrito del congreso.
| Ciudad/Municipalidad | N.º de Barangays | Población (2010) | Área (km²) | Código    |
| -------------------- | ---------------- | ---------------- | ---------- | --------- |
| Banaue               | 18               | 22.635           | 191.20     | 142701000 |
| Hungduan             | 9                | 9.933            | 260.30     | 142702000 |
| Quiangan             | 14               | 15.837           | 200.00     | 142703000 |
| Lagaue               | 20               | 18.077           | 208.91     | 142704000 |
| Lamut                | 18               | 23.088           | 159.65     | 142705000 |
| Mayoyao              | 27               | 16.413           | 238.05     | 142706000 |
| Alfonso Lista Potia  | 20               | 28.410           | 347.46     | 142707000 |
| Aguinaldo            | 16               | 18.610           | 538.05     | 142708000 |
| Hingyon              | 12               | 9.795            | 62.02      | 142709000 |
| Tinoc                | 12               | 14.147           | 239.70     | 142710000 |
| Asipulo              | 9                | 14.403           | 182.87     | 142711000 |

## Historia
El gobierno español se estableció en Kiangan. La provincia de La Montaña fue establecida el 18 de agosto de 1908.  Ifugao, junto con Amburayan, Apayao, Benguet, Bontoc, Kalinga y Lepanto, forman parte de esta nueva provincia. Capitán Pedro Bulan fue su primer gobernador.
El 18 de junio de 1966, la provincia de La Montaña fue dividida en cuatro provincias de la región de Ilocos:
- Benguet.
- La Montaña.
- Kalinga - Apayao.
- Ifugao.

### Subprovincia de Ifugao

Mancomunidad de Filipinas.

Monte Polis  (1.940 m s. n. m.) en el norte y el oeste forma la con las subprovincias de Benguet y de Lepanto en el oeste y de Bontoc en el norte.
Monte Pulag con sus 2.924 metros es el pico más alto de Luzón siendo superado solamente por el Monte Apo de Mindanao.
Las montañas cubren los dos tercios occidentales, descendiendo el tercio oriental, prácticamente deshabitado, hasta el cauce del río Magat, uno de los lugares más fértiles del Archipiélago, apto para la producción de tabaco, donde convine cristianos y apayaos.
Esta subprovincia tenía una extensión superficial de 2.012 km² y contaba con una población de 66.574 habitantes distribuidos en  3 municipios y 191 barrios. Su capital era Kiangan, con 275 habitantes. Los restantes municipios eran los siguientes: Banaue y Mayoyao.

## Cultura del arroz
Los bancales construidos por el pueblo Ifugao se emplean para el cultivo del arroz, alrededor de dicho cultivo,  todavía cultivan arroz y vegetales, gira la cultura de este pueblo.
Los arrozales en terrazas de las cordilleras de Filipinas son un bien declarado como Patrimonio de la Humanidad por la Unesco en el año 1995 y declarado en peligro entre los años 2001 y 2012.

## Galería
|                     |
| Bancales de Banaue. |

|                        |
| Bancales de Nagacadan. |

|                     |
| Bancales de Banaue. |

|                    |
| Bancales de Batad. |

|                 |
| Valle de Batad. |

|        |
| Batad. |

|                     |
| Bancales de Ifugao. |